# Das Schicksal derer von Habsburg
Das Schicksal derer von Habsburg ist ein deutscher Stummfilm aus dem Jahre 1928 von Rolf Raffé über die letzten Jahrzehnte des österreich-ungarischen Herrscherhauses unter der Herrschaft von Kaiser Franz Joseph I. Fritz Spira und Erna Morena spielt das Herrscherpaar, in einer für ihre Karriere ungewöhnlichen Rolle als Kronprinzengeliebte Mary Vetsera ist die junge Leni Riefenstahl zu sehen. 

## Handlung
Im Mittelpunkt dieses biografischen Ausstattungsfilms stehen die zentralen Stationen der österreichischen Kaiserfamilie, schicksalhaft nachgestellt und verknüpft mit den folgenden zentralen Ereignissen: Beginnend mit der Jugend des Kronprinzen Rudolf, seiner erzwungenen Heirat mit der belgischen Prinzessin Stefanie und Rudolfs hoffnungslosen Liebe zu der Baronesse Mary Vetsera, die in der Bluttat (Mord und Selbstmord) im Jagdschlösschen von Mayerling (1889), über die Ermordung von Kaiserin Elisabeth in Genf durch einen Anarchisten (1898), das Attentat von Thronfolger Erzherzog Franz Ferdinand nebst Gattin in Sarajevo und infolgedessen den Ausbruch des Ersten Weltkriegs (1914) sowie den Tod des greisen Kaisers (1916) bis zum Zerfall der k.u.k.-Monarchie und der erzwungenen Abreise aus Wien des erst seit zwei Jahre amtierenden jungen Kaisers Karl (1918). Dabei vermeidet der Film sorgsam jede politische Stellungnahme, historische Einordnung oder Wertung, sondern folgt mit seiner Geschichte ausschließlich äußerer Zurschaustellung einer Herrschaftsfamilie mit all ihren Höhen und Tiefen. Von dem Attentat in Sarajevo (1914) und den Beisetzungsfeierlichkeiten 1916 sowie aus der Endphase 1918 wurden Originalaufnahmen in den Film eingeflochten.

## Produktionsnotizen
Das Schicksal derer von Habsburg entstand ab Ende Juli 1928 im Wiener Atelier der Vita-Film, passierte am 22. Oktober 1928 die deutsche Filmzensur und wurde mit Jugendverbot belegt. Die Uraufführung fand am 16. November 1928 im Hamburger Waterloo-Kino statt. In Berlin konnte man den Streifen ab dem 22. Januar 1929 (Premiere im Primus-Palast) sehen. In Österreich selbst konnte man den Film erst im Sommer 1929 sehen.
Produzent Leo Meyer übernahm auch die Produktionsleitung, Rolf Eckbauer war einer von zwei Aufnahmeleitern. Artur Berger gestaltete die Filmbauten.

## Kritik
Die Kritik fand nicht allzu viele lobende Worte:
Das Blatt Die Unzufriedene giftete: „Das Schicksal derer von Habsburg wird vor uns aufgerollt, um unser Mitleid für die Habsburger zu erwecken. Von dem namenlosen Unglück aber, das die Habsburger über ihr Volk gebracht haben, weiß der Film nichts zu erzählen.“
Von österreichisch-nationalistischer Seite wiederum kam heftige Kritik an dem Streifen, da man ihm geschichtsfälschende und unwahre Aussagen sowie eine österreichfeindliche Motivation unterstellte, wie man in der Vorarlberger Landes-Zeitung nachlesen konnte.
Die moderne Filmkritik äußerte sich wie folgt: „Im Österreich der Zwischenkriegszeit wurde die filmische Wiederauferstehung der habsburgischen Vergangenheit immer wieder kontrovers diskutiert. Während auf der einen Seite »Verkitschung« und Beschönigung befürchtet wurde, stand auf der anderen die Sorge um einen »angemessenen Umgang« mit Monarchie, Regenten und anderen Persönlichkeiten des ehemaligen Kaiserlichen Hauses im Vordergrund. Da sich die Filmschaffenden der zwanziger Jahre besonders gerne der Mayerling-Tragödie zuzuwenden schienen, taten sich sowohl für Kitsch als auch für Kritik am Kaiserhaus besonders viele Möglichkeiten auf.“